# Associazione Sportiva Dilettantistica Riviera di Romagna 2012-2013
Questa voce raccoglie le informazioni riguardanti l'Associazione Sportiva Dilettantistica Riviera di Romagna nelle competizioni ufficiali della stagione 2012-2013.

## Stagione
Dopo la presentazione ufficiale della squadra di fine agosto, dove viene confermato il tecnico della stagione scorsa Antonio Censi, e diversi nuovi acquisti giunti a rafforzare l'organico in tutti i settori, la stagione della Riviera di Romagna inizia con i turni preliminari di Coppa Italia, con la squadra che supera il primo turno battendo 3-1 fuori casa il San Zaccaria, formazione militante in Serie B, ma venendo sconfitto 3-0 in casa del Graphistudio Tavagnacco, squadra che si aggiudicherà il torneo a fine stagione.
Dalla tredicesima giornata c'è un avvicendamento alla panchina, con Massimo Agostini che rileva Censi per il resto della stagione.

## Divise e sponsor
La divisa casalinga continua a mantenere lo schema originario, che prevede maglia gialla con inserti blu e, con richiami al rosso del Dinamo Ravennao. Lo sponsor principale è  C.M.C, azienda attiva nel settore edile con indirizzo ai trasporti e idroelettrico con sede a Ravenna.
| Casa | Trasferta |

## Staff tecnico
- Allenatore: Antonio Censi
- Vice Allenatore: Mauro Rotatori
- Preparatore Atletico: Rodrigo Baldelli
- Preparatore dei Portieri: Carlo Magnani
- Fisioterapista: Cesare Frusi
- Medico sociale: Giulia Franzoso

## Rosa
Rosa di inizio stagione dal sito dello sponsor CFC
| N. |                   | Ruolo | Calciatrice          |
| -- | ----------------- | ----- | -------------------- |
|    | Italia (bandiera) | P     | Alice Pignagnoli     |
|    | Italia (bandiera) | P     | Silvia Vicenzi       |
|    | Italia (bandiera) | D     | Anita Carrozzi       |
|    | Italia (bandiera) | D     | Elena Del Gaudio     |
|    | Italia (bandiera) | D     | Valeria Magrini      |
|    | Italia (bandiera) | D     | Eleonora Petralia    |
|    | Italia (bandiera) | D     | Linda Tucceri Cimini |
|    | Italia (bandiera) | D     | Cristina Ugolini     |
|    | Italia (bandiera) | C     | Lucia Casadio        |
|    | Italia (bandiera) | C     | Michela Greco        |

| N. |                   | Ruolo | Calciatrice         |
| -- | ----------------- | ----- | ------------------- |
|    | Italia (bandiera) | C     | Elisa Mainardi      |
|    | Italia (bandiera) | C     | Sara Pastore        |
|    | Italia (bandiera) | C     | Martina Piemonte    |
|    | Italia (bandiera) | C     | Elena Ranzolin      |
|    | Italia (bandiera) | A     | Patrizia Caccamo    |
|    | Italia (bandiera) | A     | Alice Cama          |
|    | Italia (bandiera) | A     | Francesca Lanotte   |
|    | Italia (bandiera) | A     | Carlotta Nagni      |
|    | Italia (bandiera) | A     | Gaia Mastrovincenzo |
|    | Italia (bandiera) | A     | Simona Sodini       |

## Calciomercato

### Sessione estiva
| Acquisti | Acquisti          | Acquisti      | Acquisti   |
| R.       | Nome              | da            | Modalità   |
| -------- | ----------------- | ------------- | ---------- |
| P        | Alice Pignagnoli  | Torres        | svincolata |
| D        | Valeria Magrini   | Chiasiellis   | svincolata |
| C        | Michela Greco     | ACF Milan     | svincolata |
| C        | Simona Sodini     | Torino        | svincolata |
| A        | Patrizia Caccamo  | Acese         | svincolata |
| A        | Alice Cama        | ACF Milan     | svincolata |
| A        | Francesca Lanotte | Castelvecchio | svincolata |
| A        | Martina Piemonte  | Classe        | svincolata |

| Cessioni | Cessioni           | Cessioni     | Cessioni   |
| R.       | Nome               | a            | Modalità   |
| -------- | ------------------ | ------------ | ---------- |
| D        | Marinella Piolanti | San Zaccaria | svincolata |
| A        | Claudia Mariani    | San Zaccaria | svincolata |

### Sessione invernale
| Acquisti | Acquisti       | Acquisti | Acquisti   |
| R.       | Nome           | da       | Modalità   |
| -------- | -------------- | -------- | ---------- |
| C        | Elena Ranzolin |          | svincolata |

|  |

## Risultati

### Serie A

#### Girone di andata
| Torino 22 settembre 2012, ore 15:00 CEST 1ª giornata                                                  | Torino    | 2 – 5 referto                        | Riviera di Romagna | Stadio Primo Nebiolo |
| \| \| \| \| \| Favole 22’ (rig.) Grassino 40’ \| Marcatori \| 2’, 50’, 74’, 82’ Sodini 88’ Ugolini \| |           |                                      |                    |                      |
| |           |                                      |                    |                      |
| Favole 22’ (rig.) Grassino 40’                                                                        | Marcatori | 2’, 50’, 74’, 82’ Sodini 88’ Ugolini |                    |                      |

| Arbitro: | Marco D'Ascanio (Ancona) |

|                          |           |               |
| Carrozzi 22’ Caccamo 90’ | Marcatori | 68’ Perobello |

| Arbitro: | Davide Meocci (Siena) |

|                            |           |                                          |
| Adami 37’, 67’ Orlandi 50’ | Marcatori | 21’, 52’ Sodini 45’ Caccamo 70’ Petralia |

| Arbitro: | Simone Degli Esposti (Bologna) |

|                                           |           |                           |
| Sodini 56’ (rig.), 83’ Mastrovincenzo 73’ | Marcatori | 61’ De Luca 92’ Cambiaghi |

| Arbitro: | Pietro Lattanzi (Milano) |

|  |           |             |
|  | Marcatori | 12’ Brumana |

| Arbitro: | Paolo Massimo Maria Campogrande (Roma 1) |

|  |           |             |
|  | Marcatori | 78’ Caccamo |

| Arbitro: | Valerio Amadio (Ascoli Piceno) |

|                   |           |               |
| Mastrovincenzo 5’ | Marcatori | 8’ C. Vitanza |

| Arbitro: | Jacopo Fumagalli (Cremona) |

|                                             |           |  |
| Casadio 5’, aut’ Mason 65’, 77’ Girelli 93’ | Marcatori |  |

| Arbitro: | Valentina Finzi (Foligno) |

|  |           |                                                 |
|  | Marcatori | 15’ (rig.) Piva 49’ Perini 58’ Mauri 90’ Rizzon |

| Arbitro: | Marco Guarnieri (Empoli) |

|                             |           |                      |
| Pezzotti 28’ Berarducci 90’ | Marcatori | 3’, 22’, 42’ Caccamo |

| Arbitro: | Denis Didu (Jesi) |

|                        |           |                                 |
| Sodini 12’ Caccamo 90’ | Marcatori | 24’ Lotto 92’ (aut.) Del Gaudio |

| Arbitro: | Gioacchino Cimino (Sala Consilina) |

|                                                      |           |             |
| Caramia 13’, 58’ Pirone 20’ Giacinti 45’ Diodato 92’ | Marcatori | 66’ Caccamo |

| Arbitro: | Giacomo Pompei Poentini (Pesaro) |

|  |           |                             |
|  | Marcatori | 11’ (rig.) Manieri 27’ Tona |

| Arbitro: | David Capelli (Bergamo) |

|             |           |  |
| Rosucci 50’ | Marcatori |  |

| Arbitro: | Marcello Roca (Bari) |

|                    |           |               |
| Tucceri Cimini 17’ | Marcatori | 68’ Del Prete |

#### Girone di ritorno
| Arbitro: | Antonio Borriello (Torre del Greco) |

|                                                   |           |  |
| Sodini 39’, 50’ Rosso 59’ (aut.) Aghem 88’ (aut.) | Marcatori |  |

| Arbitro: | Calogero Modica (Lecco) |

|  |           |                                                                                          |
|  | Marcatori | 11’, 44’, 58’ Sodini 29’ Cama 57’ Mastrovincenzo 65’ Del Gaudio 70’ Caccamo 77’ Petralia |

| Milano Marittima, Cervia 26 gennaio 2013, ore 14:30 CET 18ª giornata | Riviera di Romagna      | 0 – 0 referto | Firenze | Stadio Germano Todoli\| Arbitro: \| Cristian Cudini (Fermo) \| |
| Arbitro:                                                             | Cristian Cudini (Fermo) |               |         |                                                                |

| Arbitro: | Enrico Olmo Spolaore (Torino) |

|                           |           |                                            |
| Gaburro 35’ Cambiaghi 45’ | Marcatori | 6’, 7’ Pastore 47’ Tucceri Cimini 65’ Cama |

| Arbitro: | Mohamed El Hadi (Rovereto) |

|                         |           |  |
| Brumana 51’ Zuliani 59’ | Marcatori |  |

| Arbitro: | Denis Didu (Jesi) |

|            |           |               |
| Sodini 72’ | Marcatori | 5’ Migliorini |

| Arbitro: | Vito Cernigliaro (Verona) |

|  |           |                                           |
|  | Marcatori | 33’ Tucceri Cimini 55’ Sodini 76’ Caccamo |

| Arbitro: | Valerio Amadio (Ascoli Piceno) |

|             |           |                             |
| Caccamo 29’ | Marcatori | 70’ Carissimi 73’ Capelloni |

| Arbitro: | Gianluca Andreoletti (Bergamo) |

|               |           |                             |
| Fumagalli 59’ | Marcatori | 30’, 40’ Sodini 39’ Caccamo |

| Arbitro: | Marco D'Ascanio (Ancona) |

|                                           |           |             |
| Sodini 21’ (rig.), 64’ Mastrovincenzo 31’ | Marcatori | 72’ Topazio |

| Arbitro: | Massimiliano Rasia (Bassano del Grappa) |

|  |           |                    |
|  | Marcatori | 54’ Mastrovincenzo |

| Arbitro: | Jacopo Mosconi (Perugia) |

|             |           |              |
| Caccamo 41’ | Marcatori | 78’ Yamamoto |

| Arbitro: | Paolo Fusi (Lecco) |

|                                                                              |           |  |
| Fuselli 9’, 83’ Iannella 16’ Tona 26’ Panico 27’ Pinna 54’ Maglia 56’ (rig.) | Marcatori |  |

| Arbitro: | Guglielmo Tubertini (Bologna) |

|              |           |                                     |
| Mainardi 42’ | Marcatori | 14’, 51’, 86’ Sabatino 50’ Bonansea |

| Arbitro: | Fabio Cappelletto (Treviso) |

|               |           |                                                 |
| Del Prete 51’ | Marcatori | 24’ (rig.), 89’ Sodini 31’ Petralia 81’ Caccamo |

### Coppa Italia

#### Primo turno
| Ravenna 2 settembre 2012, ore 15:30 CEST Primo turno | San Zaccaria | 1 – 3 | Riviera di Romagna | Centro sp. Mario Soprani |

#### Secondo turno
| Arbitro: | Francesco Palumbo (Torre Annunziata) |

|                                                 |           |  |
| Parisi 58’ (rig.) Tommasella 90’ Lauriola 90+2’ | Marcatori |  |

## Statistiche

### Statistiche di squadra
| Competizione | Punti | In casa | In casa | In casa | In casa | In casa | In casa | In trasferta | In trasferta | In trasferta | In trasferta | In trasferta | In trasferta | Totale | Totale | Totale | Totale | Totale | Totale | DR |
| Competizione | Punti | G       | V       | N       | P       | Gf      | Gs      | G            | V            | N            | P            | Gf           | Gs           | G      | V      | N      | P      | Gf     | Gs     | DR |
| ------------ | ----- | ------- | ------- | ------- | ------- | ------- | ------- | ------------ | ------------ | ------------ | ------------ | ------------ | ------------ | ------ | ------ | ------ | ------ | ------ | ------ | -- |
| Serie A      | 48    | 15      | 4       | 6       | 5       | 20      | 23      | 15           | 10           | 0            | 5            | 37           | 30           | 30     | 14     | 6      | 10     | 57     | 53     | +4 |
| Coppa Italia | -     | 0       | 0       | 0       | 0       | 0       | 0       | 2            | 1            | 0            | 1            | 3            | 4            | 2      | 1      | 0      | 1      | 3      | 4      | -1 |
| Totale       | -     | 15      | 4       | 6       | 5       | 20      | 23      | 17           | 11           | 0            | 6            | 40           | 34           | 32     | 15     | 6      | 11     | 60     | 57     | +3 |

### Andamento in campionato
| Giornata  | 1 | 2 | 3 | 4 | 5 | 6 | 7 | 8 | 9 | 10 | 11 | 12 | 13 | 14 | 15 | 16 | 17 | 18 | 19 | 20 | 21 | 22 | 23 | 24 | 25 | 26 | 27 | 28 | 29 | 30 |
| --------- | - | - | - | - | - | - | - | - | - | -- | -- | -- | -- | -- | -- | -- | -- | -- | -- | -- | -- | -- | -- | -- | -- | -- | -- | -- | -- | -- |
| Luogo     | C | T | C | T | C | T | C | T | C | T  | C  | C  | T  | T  | C  | T  | C  | T  | C  | T  | C  | T  | C  | T  | T  | C  |    |    |    |    |
| Risultato | P | V | V | V | P | V | N | P | P | V  | N  | P  | P  | P  | N  | V  | V  | N  | V  | P  | N  | V  | P  | V  | V  | V  | N  | P  | P  | V  |
| Posizione |   |   |   |   |   |   |   |   |   |    |    |    |    |    |    |    |    |    |    |    |    |    |    |    |    |    |    |    |    | 6  |

Legenda:

Luogo: C = Casa; T = Trasferta. Risultato: V = Vittoria; N = Pareggio; P = Sconfitta.

### Statistiche delle giocatrici
| Giocatore         | Serie A  | Serie A | Serie A     | Serie A    | Coppa Italia | Coppa Italia | Coppa Italia | Coppa Italia | Totale   | Totale | Totale      | Totale     |
| Giocatore         | Presenze | Reti    | Ammonizioni | Espulsioni | Presenze     | Reti         | Ammonizioni  | Espulsioni   | Presenze | Reti   | Ammonizioni | Espulsioni |
| ----------------- | -------- | ------- | ----------- | ---------- | ------------ | ------------ | ------------ | ------------ | -------- | ------ | ----------- | ---------- |
| P. Caccamo        | 30       | 14      | 3           | 0          | 0            | 0            | 0            | 0            | 30       | 14     | 3           | 0          |
| A. Cama           | 25       | 2       | 1           | 0          | 0            | 0            | 0            | 0            | 25       | 2      | 1           | 0          |
| A. Carrozzi       | 25       | 1       | 1           | 1          | 0            | 0            | 0            | 0            | 25       | 1      | 1           | 1          |
| L. Casadio        | 12       | 0       | 0           | 0          | 0            | 0            | 0            | 0            | 12       | 0      | 0           | 0          |
| E. Del Gaudio     | 29       | 1       | 3           | 0          | 0            | 0            | 0            | 0            | 29       | 1      | 3           | 0          |
| M. Greco          | 22       | 0       | 5           | 0          | 0            | 0            | 0            | 0            | 22       | 0      | 5           | 0          |
| F. Lanotte        | 9        | 0       | 0           | 0          | 0            | 0            | 0            | 0            | 9        | 0      | 0           | 0          |
| V. Magrini        | 30       | 0       | 2           | 0          | 0            | 0            | 0            | 0            | 30       | 0      | 2           | 0          |
| E. Mainardi       | 23       | 1       | 2           | 0          | 0            | 0            | 0            | 0            | 23       | 1      | 2           | 0          |
| G. Mastrovincenzo | 26       | 5       | 0           | 0          | 0            | 0            | 0            | 0            | 26       | 5      | 0           | 0          |
| C. Nagni          | 3        | 0       | 1           | 0          | 0            | 0            | 0            | 0            | 3        | 0      | 1           | 0          |
| S. Pastore        | 30       | 2       | 3           | 0          | 0            | 0            | 0            | 0            | 30       | 2      | 3           | 0          |
| E. Petralia       | 28       | 3       | 7           | 1          | 0            | 0            | 0            | 0            | 28       | 3      | 7           | 1          |
| M. Piemonte       | 16       | 0       | 1           | 0          | 0            | 0            | 0            | 0            | 16       | 0      | 1           | 0          |
| A. Pignagnoli     | 16       | -29     | 1           | 0          | 0            | 0            | 0            | 0            | 16       | -29    | 1           | 0          |
| E. Ranzolin       | 7        | 0       | 0           | 0          | 0            | 0            | 0            | 0            | 7        | 0      | 0           | 0          |
| S. Sodini         | 26       | 22      | 0           | 1          | 0            | 0            | 0            | 0            | 26       | 22     | 0           | 1          |
| L. Tucceri Cimini | 27       | 3       | 4           | 1          | 0            | 0            | 0            | 0            | 27       | 3      | 4           | 1          |
| C. Ugolini        | 8        | 1       | 1           | 0          | 0            | 0            | 0            | 0            | 8        | 1      | 1           | 0          |
| S. Vicenzi        | 14       | -24     | 1           | 0          | 0            | 0            | 0            | 0            | 14       | -24    | 1           | 0          |